# Чемпіонат Німеччини з хокею 1960—1961
Чемпіонат Німеччини з хокею 1961 — 44-ий регулярний чемпіонат Німеччини з хокею, чемпіоном став ХК Фюссен.
Відповідно до регламенту змагань, чемпіонат пройшов у чотири кола.

## Підсумкова таблиця
| М  | Команда             | І  | Пер | Н | Пор | Ш       | О  |
| -- | ------------------- | -- | --- | - | --- | ------- | -- |
| 1. | ХК Фюссен           | 28 | 22  | 4 | 2   | 176:57  | 48 |
| 2. | Бад Тельц           | 28 | 21  | 3 | 4   | 121:53  | 45 |
| 3. | СК Ріссерзеє        | 28 | 19  | 2 | 7   | 144:79  | 40 |
| 4. | Крефельдер ЕВ       | 28 | 13  | 3 | 12  | 117:108 | 29 |
| 5. | «Маннхаймер ЕРК»    | 28 | 10  | 2 | 6   | 91:109  | 22 |
| 6. | Пройзен Крефельд    | 28 | 10  | 2 | 6   | 97:137  | 22 |
| 7. | Айнтрахт (Дортмунд) | 28 | 8   | 0 | 20  | 78:128  | 16 |
| 8. | Бад-Наугайм         | 28 | 1   | 0 | 27  | 53:203  | 2  |

Скорочення: М = підсумкове місце, І = ігри, Пер = перемоги, Н = нічиї, Пор = поразки, Ш = закинуті та пропущені шайби, О = набрані очки

## Перехідні матчі
- Кауфбойрен — Бад-Наугайм 10:1, 6:2

## Найкращі по лініях

### Бомбардири
| Гравець         | Клуб         | І  | Г  |
| --------------- | ------------ | -- | -- |
| Ернст Траутвайн | ХК Фюссен    | 28 | 34 |
| Георг Шольц     | ХК Фюссен    | 28 | 31 |
| Горст Шульдес   | СК Ріссерзеє | 28 | 25 |

### Захисники
| Гравець        | Клуб      | І  | Г  |
| -------------- | --------- | -- | -- |
| Пауль Амброс   | ХК Фюссен | 28 | 17 |
| Леонард Вайтль | ХК Фюссен | 28 | 13 |
| Ганс Рампф     | Бад Тельц | 28 | 11 |

## Склад чемпіонів
ХК Фюссен:
- Воротарі: Вільгельм Бехлер, Гаррі Лінднер
- Захисники:  Ернст Еггербауер, Пауль Амброс, Мартін Бек, Петер Швімбек, Гюнтер Штігер
- Нападники: Зігфрід Шуберт, Леонард Вайтль, Ернст Кепф, Ернст Траутвайн, Гельмут Дзангеліні, Георг Шольц, Манфред Гмайнер, Еріх Франке, Вальтер Крьотц. Тренер: Маркус Еген.